# Ti amo veramente (singolo)
Ti amo veramente è un brano musicale del gruppo musicale pop rock italiano Modà, pubblicato come singolo di debutto il 4 giugno 2004 dall'etichetta discografica New Music, con distribuzione Sony Music. È il singolo apripista e title track dell'album Ti amo veramente.

## Tracce
Cd Maxi EAN 5099767502716
1. Ti amo veramente - 3:24
2. Padre Astratto

## Classifiche
| Classifica (2004) | Posizione massima |
| ----------------- | ----------------- |
| Italia            | 45                |